# Halíl al-Gamdi
Halíl Ibráhím al-Gamdi (Rijád, 1970. szeptember 2. –) szaúd-arábiai nemzetközi labdarúgó-játékvezető.

## Pályafutása

### Nemzetközi játékvezetés
A Szaúd-arábiai labdarúgó-szövetség Játékvezető Bizottságának (JB) felterjesztésére 2002-ben lett a Nemzetközi Labdarúgó-szövetség (FIFA) játékvezetői keretének tagja. Több nemzetek közötti válogatott és klubmérkőzést vezetett, vagy működő társának 4. bíróként segített. A FIFA JB és az Ázsiai Labdarúgó-szövetség (AFC) JB kiemelkedően foglalkoztatja, így az átlagosnál több válogatott és nemzetközi klubmérkőzést vezet.

#### Labdarúgó-világbajnokság

##### U17-es labdarúgó-világbajnokság
Finnország rendezte a 2003-as U17-es labdarúgó-világbajnokságot, ahol a FIFA JB bemutatta a nemzetközi résztvevőknek.

###### 2003-as U17-es labdarúgó-világbajnokság
| Időpont             | Helyszín               | Mérkőzés típusa              | Mérkőzés                   | Eredmény | Nézők száma |
| ------------------- | ---------------------- | ---------------------------- | -------------------------- | -------- | ----------- |
| 2003. augusztus 14. | Lahden Stadion, Lahti  | csoportmérkőzés (D. csoport) | Spanyolország–Sierra Leone | 3 : 3    | 3 150       |
| 2003. augusztus 19. | Veritas Stadion, Turku | csoportmérkőzés (B. csoport) | Ausztrália–Costa Rica      | 0 : 2    | 5 424       |

---

##### U20-as labdarúgó-világbajnokság
Hollandia rendezte a 2005-ös ifjúsági labdarúgó-világbajnokságot, ahol a FIFA JB alkalmazásában további nemzetközi tapasztalatokat szerzett.

###### 2005-ös ifjúsági labdarúgó-világbajnokság
| Időpont          | Helyszín                          | Mérkőzés típusa              | Mérkőzés         | Eredmény | Nézők száma |
| ---------------- | --------------------------------- | ---------------------------- | ---------------- | -------- | ----------- |
| 2005. június 11. | Galgenwaard Stadion, Utrecht      | csoportmérkőzés (B. csoport) | Ukrajna–Panama   | 3 : 1    | 2 500       |
| 2005. június 14. | De Vijverberg Stadion, Doetinchem | csoportmérkőzés (C. csoport) | Marokkó–Honduras | 5 : 0    | 5 986       |
| 2005. június 18. | Willem II Stadion, Tilburg        | csoportmérkőzés (A. csoport) | Hollandia–Benin  | 0 : 3    | 0000        |

---
A világbajnoki döntőhöz vezető úton Németországba a XVIII., a 2006-os labdarúgó-világbajnokságra és Dél-Afrikába a XIX., a 2010-es labdarúgó-világbajnokságra a FIFA JB bírói szolgálatra vette igénybe. A selejtezők során egy találkozót Európában (UEFA), a többit Ázsiában (AFC) irányította. 2006-ban a játékvezetők tartalékja volt (öt mérkőzésen lehetett 4. játékvezető), nem kapott vezetési feladatot. 2008-ban a FIFA JB bejelentette, hogy a 2010-es, Dél-Afrikában rendezendő világbajnokság lehetséges 52 játékvezető átmeneti listájára jelölte. A FIFA JB 2010. február 5-én kijelölte a (június 11.- július 11.) közötti Dél-afrikai világbajnokságon közreműködő 30 játékvezetőt, akik Kassai Viktor és 28 társa között ott lehetett a világtornán. Az érintettek március 2-6. között a Kanári-szigeteken vettek részt szemináriumon, ezt megelőzően február 26-án Zürichben orvosi vizsgálaton kellett megjelenniük. Az elvárt követelményeknek megfelelt, így a FIFA JB delegálta az utazó keretbe. 2012-ben a FIFA JB bejelentette, hogy a brazil labdarúgó-világbajnokság lehetséges 52 játékvezetőinek átmeneti listájára jelölte. A 38-as szűkített keretben nem kapott helyet. Világbajnokságon vezetett mérkőzéseinek száma: 2.

##### 2006-os labdarúgó-világbajnokság

###### Selejtező mérkőzés
| Időpont             | Helyszín                             | Mérkőzés típusa           | Mérkőzés                      | Eredmény | Nézők száma |
| ------------------- | ------------------------------------ | ------------------------- | ----------------------------- | -------- | ----------- |
| 2004. szeptember 8. | Althawra Sports City Stadion, Sana'a | előselejtező (5. csoport) | Jemen–Egyesült Arab Emírségek | 3 : 1    | 17 000      |
| 2005. február 9.    | Városi Stadion, Szaitama             | előselejtező (2. csoport) | Japán–Észak-Korea             | 2 : 1    | 60 000      |
| 2005. március 30.   | Petrol Stadion, Celje                | előselejtező (5. csoport) | Szlovénia–Fehéroroszország    | 1 : 1    | 6 450       |
| 2005. június 3.     | Azadi Stadion, Teherán               | előselejtező (2. csoport) | Irán–Észak-Korea              | 1 : 0    | 35 000      |

##### 2010-es labdarúgó-világbajnokság

###### Selejtező mérkőzés
| Időpont           | Helyszín                              | Mérkőzés típusa                    | Mérkőzés                  | Eredmény | Nézők száma |
| ----------------- | ------------------------------------- | ---------------------------------- | ------------------------- | -------- | ----------- |
| 2007. október 8.  | Abbasiyyin Stadion, Damascus          | előselejtező (1. kör)              | Szíria–Afganisztán        | 3 : 0    | 3 000       |
| 2007. október 28. | Jassim Bin Hamad Stadion, Doha        | előselejtező (1. kör)              | Katar–Srí Lanka           | 5 : 0    | 3 000       |
| 2007. november 9. | Ali Muhsin Al-Muriasi Stadion, Sana'a | előselejtező (2. kör)              | Jemen–Thaiföld            | 1 : 1    | 12 000      |
| 2008. február 6.  | Városi Stadion, Saitama               | előselejtező (3. kör,- 2. csoport) | Japán–Thaiföld            | 4 : 1    | 35 130      |
| 2008. június 2.   | Olimpiai Stadion, Ashgabat            | előselejtező (3. kör,- 3. csoport) | Türkmenisztán–Észak-Korea | 0 : 0    | 20 000      |
| 2008. június 22.  | PR Stadion, Sydney                    | előselejtező (3. kör,- 1. csoport) | Ausztrália–Kína           | 0 : 1    | 70 054      |
| 2008. október 15. | Suncorp Stadion, Brisbane             | előselejtező (7. csoport)          | Ausztrália–Katar          | 4 : 0    | 34 320      |
| 2009. június 17.  | Cricket Ground Stadion, Melbourne     | előselejtező (4. kör,- A. csoport) | Ausztrália–Japán          | 2 : 1    | 69 238      |

###### Világbajnoki mérkőzés
| Időpont          | Helyszín                               | Mérkőzés típusa              | Mérkőzés             | Eredmény | Nézők száma |
| ---------------- | -------------------------------------- | ---------------------------- | -------------------- | -------- | ----------- |
| 2010. június 17. | Peter Mokaba Stadion, Polokwane        | csoportmérkőzés (A. csoport) | Franciaország–Mexikó | 0 – 2    | 35 370      |
| 2010. június 21. | Nelson Mandela Stadion, Port Elizabeth | csoportmérkőzés (H. csoport) | Chile–Svájc          | 1 – 0    | 34 872      |

##### 2014-es labdarúgó-világbajnokság

###### Selejtező mérkőzés
| Időpont             | Helyszín                                    | Mérkőzés típusa                    | Mérkőzés          | Eredmény | Nézők száma |
| ------------------- | ------------------------------------------- | ---------------------------------- | ----------------- | -------- | ----------- |
| 2011. szeptember 6. | Pakhtakor Markaziy Stadion, Taskent         | előselejtező (3. kör,- C. csoport) | Üzbegisztán–Japán | 1 : 1    | 32 000      |
| 2011. november 15.  | Camille Chamoun Sports City Stadion, Bejrút | előselejtező (3. kör,- B. csoport) | Libanon–Dél-Korea | 2 : 1    | 35 000      |
| 2012. június 12.    | Suncorp Stadion, Brisbane                   | előselejtező (4. kör,- B. csoport) | Ausztrália–Japán  | 1 : 1    | 40 189      |

#### Afrikai nemzetek kupája
Angola rendezte a 27., a 2010-es afrikai nemzetek kupája nemzetközi labdarúgó torna végső találkozóit, ahol a CAF JB delegálására játékvezetőként szolgálhatta a labdarúgást.

##### 2010-es afrikai nemzetek kupája

###### Afrikai Nemzetek Kupája mérkőzés
| Időpont          | Helyszín                       | Mérkőzés típusa              | Mérkőzés       | Eredmény | Nézők száma |
| ---------------- | ------------------------------ | ---------------------------- | -------------- | -------- | ----------- |
| 2010. január 17. | Alto da Chela Stadion, Lubango | csoportmérkőzés (D. csoport) | Kamerun–Zambia | 3 : 2    | 15 000      |

#### Ázsia-kupa
2007-es Ázsia-kupa
A labdarúgó torna végső szakaszának történetében első alkalommal négy nemzet, Indonézia, Malajzia, Thaiföld és Vietnám a 14., a 2007-es Ázsia-kupa, valamint Katar a 15., a 2011-es Ázsia-kupa tornénak adott otthont, ahol az AFC JB mérkőzés vezetéssel bízta meg.

##### 2007-es Ázsia-kupa

###### Selejtező mérkőzés
| Időpont           | Helyszín                  | Mérkőzés típusa           | Mérkőzés                     | Eredmény | Nézők száma |
| ----------------- | ------------------------- | ------------------------- | ---------------------------- | -------- | ----------- |
| 2006. február 22. | Al-Maktoum Stadion, Dubaj | előselejtező (C. csoport) | Egyesült Arab Emírségek–Omán | 1 : 0    | 15 000      |

###### Ázsia-kupa mérkőzés
| Időpont          | Helyszín                          | Mérkőzés típusa              | Mérkőzés  | Eredmény | Nézők száma |
| ---------------- | --------------------------------- | ---------------------------- | --------- | -------- | ----------- |
| 2007. július 15. | Bukit Jalil Stadion, Kuala Lumpur | csoportmérkőzés (C. csoport) | Kína–Irán | 2 : 2    | 5 938       |

##### 2011-es Ázsia-kupa

###### Ázsia-kupa mérkőzés
| Időpont          | Helyszín                 | Mérkőzés típusa              | Mérkőzés        | Eredmény | Nézők száma |
| ---------------- | ------------------------ | ---------------------------- | --------------- | -------- | ----------- |
| 2011. január 18. | Al Gharafa Stadion, Doha | csoportmérkőzés (C. csoport) | Dél-Korea–India | 4 : 1    | 11 366      |
| 2011. január 25. | Al-Harafa Stadion, Doha  | egyik elődöntő               | Japán–Dél-Korea | 2 : 2    | 16 171      |

#### Olimpiai játékok
Kína adott otthont a XXIX., a 2008. évi nyári olimpiai játékok labdarúgó tornájának, ahol a FIFA JB bíróként foglalkoztatta.

##### 2008. évi nyári olimpiai játékok
| Időpont            | Helyszín                  | Mérkőzés típusa              | Mérkőzés         | Eredmény | Nézők száma |
| ------------------ | ------------------------- | ---------------------------- | ---------------- | -------- | ----------- |
| 2008. augusztus 7. | Olimpiai Stadion, Senjang | csoportmérkőzés (C. csoport) | Brazília–Belgium | 1 : 0    | 39 661      |

#### Nemzetközi kupamérkőzések
Vezetett Kupa-döntők száma: 2.

##### FIFA-klubvilágbajnokság
Japán rendezte a 2006-os FIFA-klubvilágbajnokságot, ahol a FIFA JB hivatalnokként alkalmazta.

###### 2006-os FIFA klubvilágbajnokság
| Időpont            | Helyszín                    | Mérkőzés típusa   | Mérkőzés                                          | Eredmény | Nézők száma |
| ------------------ | --------------------------- | ----------------- | ------------------------------------------------- | -------- | ----------- |
| 2006. dece,ber 10. | Toyota Stadion, Toyota City | egyik negyeddöntő | Auckland City FC (új-zélandi)–Al-Ahly (egyiptomi) | 1 : 1    | 29 922      |
| 2006. december 15. | Olimpiai Stadion, Tokió     | 5. helyért        | Auckland City FC–Jeonbuk Hyundai Motor (japán)    | 0 : 3    | 23 258      |

##### Ázsiai Bajnokcsapatok Ligája
| Időpont           | Helyszín                 | Mérkőzés típusa     | Mérkőzés                                           | Eredmény | Nézők száma |
| ----------------- | ------------------------ | ------------------- | -------------------------------------------------- | -------- | ----------- |
| 2008. október 31. | Városi Stadion,          | döntő első mérkőzés | Muharraq Club (bahreini)–Safa SC Beirut (libanoni) | 5 : 1    |             |
| 2010. november 6. | GSP Stadion, Kuvaitváros | döntő               | Qadsia SC (kuvaiti–Al-Ittihad Aleppo (szíriai)     | 1 : 1    | 58 604      |